# Salmo platycephalus
Salmo platycephalus är en fiskart som beskrevs av Behnke, 1968. Salmo platycephalus ingår i släktet Salmo och familjen laxfiskar. IUCN kategoriserar arten globalt som akut hotad. Inga underarter finns listade i Catalogue of Life.